# Estación de Lorraine TGV

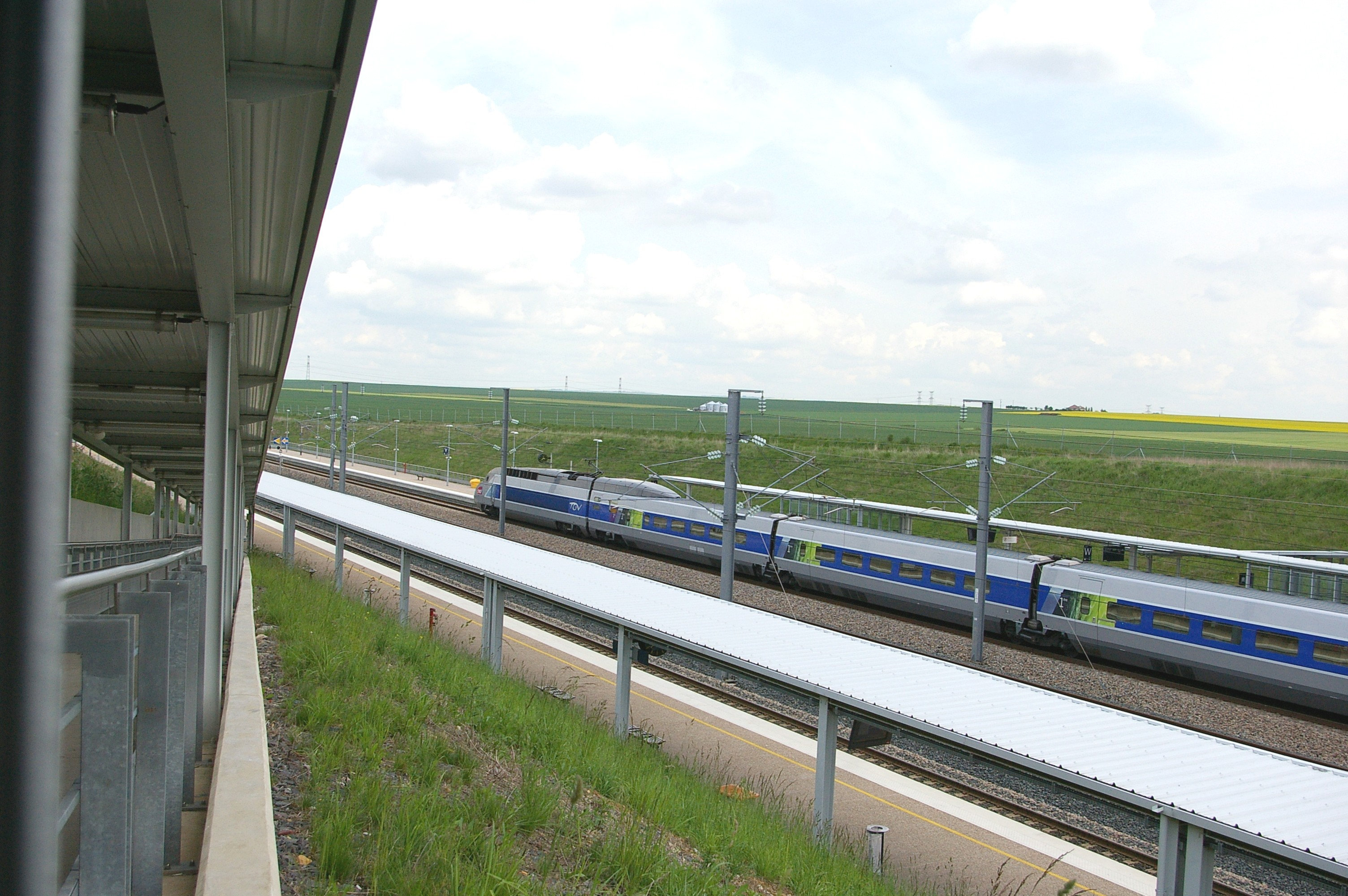
La Estación de Lorraine TGV.

La Estación de Lorraine TGV (Gare de Lorraine TGV en francés) es una estación ferroviaria situada en la LGV Est francesa y que fue abierta al uso comercial en junio de 2007. Está situada en el término municipal de Louvigny, en el departamento de Mosela, en la región de Lorena (Lorraine en francés) a 27 km de Metz y a 37 km de Nancy.

## Arquitectura
El edificio de la estación tiene un largo de 50 m y un ancho de 15 m y dispone de grandes ventanales. Su costo ha sido de 5 millones de euros, lo que puede calificarse de relativamente barato. 

## Accesos y servicios
La estación posse un único acceso carretero y cuenta con aproximadamente 800 puestos de estacionamiento de vehículos además de comodidades para taxis y autobuses.
Un servicio de autobuses la comunican con las ciudades de Metz y Nancy y con el aeropuerto de Metz-Nancy Lorraine situado a pocos km de la estación.

## Futuro de la estación
El hecho de que la estación no se encuentra vinculada con la red ferroviaria regional (TER) y los servicios directos a París desde Metz y Nancy que vinculan las estaciones históricas de estas ciudades con la capital francesa (los trenes TGV parten desde la propia ciudad a través de la línea clásica y se incorporan a la LGV a los pocos km) han hecho replanter la ubicación de la estación.
Se decidió reemplazar la estación situada en Louviny por una estación nueva situada en el municipio de Vandières. La nueva estación, que "heradará" el nombre de Estación de Lorraine TGV, permitirá la interconexión con la red ferroviaria regional TER mejorándose además el vínculo con el aeropuerto regional de Metz-Nancy Lorraine.
Cuando se produzca la apertura de la nueva estación en 2012 la estación de Lauvigny será destinada a mercancías.